# Sarotherodon galilaeus
Sarotherodon galilaeus is een straalvinnige vissensoort uit de familie van de cichliden (Cichlidae). De wetenschappelijke naam werd gepubliceerd in 1758 door Carl Linnaeus in de tiende editie van Systema naturae.